# Kolonia Osiek
Kolonia Osiek je mjesto u Kujavsko-pomeranskom vojvodstvu,  u središnjoj Poljskoj, u općini Osiek brodnicki.
Naselje sada ima 100 stanovnika.